# Lindera erythrocarpa
Lindera erythrocarpa är en lagerväxtart som beskrevs av Tomitaro Makino. Lindera erythrocarpa ingår i släktet Lindera och familjen lagerväxter. Inga underarter finns listade i Catalogue of Life.